# Divisione No. 17 (Saskatchewan)
La Divisione No. 17 è una divisione censuaria del Saskatchewan, Canada di 40 406 abitanti.

## Comunità
- Comunità principali
  - Lashburn
  - Lloydminster
  - Maidstone
  - Marshall
  - Meadow Lake
  - St. Walburg
- Municipalità rurali
  - RM No. 468 Meota
  - RM No. 469 Turtle River
  - RM No. 470 Paynton
  - RM No. 471 Eldon
  - RM No. 472 Wilton
  - RM No. 498 Parkdale
  - RM No. 499 Mervin
  - RM No. 501 Frenchman Butte
  - RM No. 502 Britannia
  - RM No. 561 Loon Lake
  - RM No. 588 Meadow Lake
  - RM No. 622 Beaver River